# السعودية في الألعاب البارالمبية الصيفية 2016

علم السعودية.

شاركت السعودية في الألعاب البارالمبية الصيفية 2016 في ريو دي جانيرو في البرازيل من 7 سبتمبر إلى 18 سبتمبر 2016.

## الميداليات
| الميدالية | الاسم       | الرياضة     | الحدث     | التاريخ   |
| --------- | ----------- | ----------- | --------- | --------- |
| برونزية   | هاني النخلي | ألعاب القوى | دفع الثقل | 10 سبتمبر |